# وایوومینگ (آیووا)
وایوومینگ (به انگلیسی: Wyoming) شهری در ایالت آیووا کشور ایالات متحده آمریکا است که جمعیت آن در سرشماری سال ۲۰۱۰ میلادی، ۵۱۵ نفر بوده‌است.